# 金沢大学の人物一覧
金沢大学の人物一覧（かなざわだいがくのじんぶついちらん）は、金沢大学に関係する人物の一覧記事。

## 教職員

### 大学院

#### 人間社会環境研究科
- 加藤峰弘 - 教授。同志社大学経済学部経済学卒、同志社大学商学研究科博士（博士後期）課程単位取得満期退学。金融制度論。
- 根津由喜夫 - 教授。歴史学。

#### 旧法務研究科
- 新正幸 - 教授。信州大学文理学部卒、東北大学法学研究科博士（博士前期）課程修了。憲法学。

### 人間社会学域
- 梶川伸一 - 教授。大阪大学文学部卒、京都大学文学研究科博士（博士後期）課程満期退学。歴史学。
- 浅野秀重 - 教授。埼玉大学教育学部卒、筑波大学教育学研究科修了。教育学。
- 加藤和夫 - 教授。 福井大学教育学部卒、東京都立大学人文科学研究科修士課程修了。日本語学。
- 多田治夫 - 名誉教授。心理学。
- 中村誠一 - マヤ文明考古学者。

#### 法学類
- 岡田浩 - 教授。早稲田大学政治経済学部政治学科卒、早稲田大学博士課程政治学研究科政治学専攻中退。
- 仲正昌樹 - 教授。東京大学教育学部卒、東京大学大学院総合文化研究科博士（博士後期）課程修了。
- 福本知行 - 准教授。金沢大学法学部卒、大阪市立大学大学院法学研究科博士（博士後期）課程単位取得満期退学。

#### 経済学類
- 碇山洋 - 教授。大阪市立大学経営学研究科博士（博士後期）課程単位取得満期退学。財政学。
- 加藤峰弘 - 准教授。同志社大学経済学部経済学卒、同志社大学商学研究科博士（博士後期）課程単位取得満期退学。金融制度論。

#### 国際学類
- 弁納才一 - 教授。早稲田大学文学部卒、東京都立大学人文科学研究科博士（博士後期）課程単位取得満期退学。経済史。

### 理工学域
- 宮島昌克 - 名誉教授。地震工学、ライフライン地震工学、上水道防災学。

### 医薬保健学域

#### 保健学類
- 田中利恵 - 助教・保健学博士。画像工学、放射線画像解析、動態画像診断法および放射線治療支援システムの開発

### がん進展制御研究所
- 須田貴司 - 教授・医学博士（大阪大学）、免疫学。埼玉大学卒。

### 旧文学部
人間学科
- 柴田正良 - 教授。千葉大学人文学部卒、名古屋大学文学研究科博士（博士後期）単位取得満期退学。

### 旧経済学部
経済学科
- 野村真理 - 教授。一橋大学社会学部卒、一橋大学社会学研究科博士（博士後期）課程中退。社会思想史。日本学士院賞受賞、日本学術会議会員。
- 澤田幹 - 教授。滋賀大学経済学部卒、同志社大学商学研究科博士（博士後期）課程単位取得満期退学。経営学。

### 旧理学部
計算科学科
- 廣瀬幸雄 - 理学部教授、金沢大学理学部物理学卒、金沢大学理学研究科修士（博士前期）課程、機械工学一般。イグノーベル賞（2003年）
- 矢富盟祥 - 名誉教授、名古屋工業大学卒、カーネギー・メロン大学博士。

化学科
- 木羽敏泰 - 名誉教授、1969年に学部長に就任

### 旧医学部
医学科
- 渡邊剛 - 心臓血管外科学教授、覚醒下冠動脈バイパス術、金沢大学医学部卒
- 生田宗博 - 教授・医学博士。作業療法学、金沢星稜大学卒
- 関昌家 - 准教授。作業療法学、国立療養所東京病院附属リハビリテーション学院卒
- 山本悦秀 - 名誉教授、元日本口腔腫瘍学会理事長

保健学科 放射線技術科学専攻
- 越田吉郎 - 教授・医学博士。放射線防護、放射線計測学、放射線物理学、放射線診断機器、放射線治療機器

### 旧薬学部
薬学科
- 鵜飼貞二 - 名誉教授。薬化学
- 辻彰 - 自然科学研究科長・教授、生物薬剤学。金沢大学薬学部卒・院修了。2002日本薬学会賞、2005日本薬剤学会賞及びAsian Pacific ISSX Scientific Achievement Award。

### 国際機構
- 松田真希子 - 教授、金沢大学文学部卒、大阪外国語大学大学院単位取得満期退学、一橋大学博士（学術）。

## 出身者

### 政治

#### 現職国会議員
- 松本尚 - 衆議院議員、元日本医科大学教授、救急医、ドクターヘリによるヘリコプター救急の第一人者。医学部卒。
- ルーホッラー・モタファッケル・アーザード - イランの国会議員、イラン・日本友好議員連盟会長。

#### 元職国会議員
- 井村重雄 - 元衆議院議員・金沢市長。旧制金沢医科大学附属医学専門部卒。
- 岡良一 - 元衆議院議員・金沢市長。旧制金沢医科大学卒。
- 堂森芳夫 - 元衆議院議員。旧制金沢医科大学卒。
- 安田隆明 - 元科学技術庁長官。旧制石川県立青年学校教員養成所卒。

#### 市町村長
- 鈴木寿明 - 愛知県蒲郡市長
- 西原茂樹 - 元静岡県牧之原市長
- 富井清 - 元京都市長。旧制金沢医科大学附属医学専門部卒。
- 山出保 - 前金沢市長、前全国市長会会長。
- 町井正登 - 元京都府舞鶴市長。金沢高等工業学校卒。
- 多々見良三 - 前京都府舞鶴市長。医学部卒。
- 田村敏和 - 石川県白山市長。教育学部卒。
- 永松博文 - 元豊後高田市長。法文学部卒。
- 谷畑英吾 - 前滋賀県湖南市長。法学部卒。
- 西行茂 - 福井市長。法文学部卒。
- 松木幹夫 - 元福井県あわら市長

### 行政
- 旭信昭 - 福井県副知事（法文卒）
- アメッド・ムフター・ルフマ・ナイリ - 駐日リビア公使、化学兵器禁止機関秘密保全委員会副委員長
- 大橋一夫 - 第2代警察庁サイバー警察局長[1]
- 河内正孝 - 総務省大臣官房総括審議官、KDDI総研副社長、日本無線協会理事長（工学研究科修了）
- 小堀紀久生 - 人事院事務総長（法文卒）
- 佐原康之 - 厚生労働省健康局長（医卒、ハーバード大学大学院修了）
- 西田直樹 - 財務省北陸財務局長、金融庁総務企画局審議官（法卒）
- 藤井昭夫 - 総務省自治行政局長、総務省人事・恩給局長、総務省政策統括官（法文卒）
- 古市達郎 - 公安調査庁近畿公安調査局長、金沢工業大学教授（法文卒）
- 森仁美 - 環境事務次官、年金資金運用基金理事長、船員保険会会長（法文卒）

### 経済
- 安江良介 - 元岩波書店社長、『世界』編集長
- 上野唯泰 - 元インテック会長
- 小林郁 -  元松下電工社長
- 増谷慶一郎 - 境港商工会議所第2代会頭、金沢医科大学付属薬学専門部卒
- 増谷麟 - 写真化学研究所創立者、金沢医学専門学校薬学科卒業
- 山岡順太郎 - 大阪商工会議所第8代会頭、金沢医学校中退
- 新木富士雄 - 元北陸経済連合会会長・北陸電力会長。
- 三橋勲 - 元旭川ガス社長、元旭川商工会議所副会頭、元学校法人旭川大学理事長
- 山内雅喜 - ヤマトホールディングス会長。文学部卒。
- 向井永浩 -  Nextemer代表取締役CEO
- 松田光司 - 北陸電力社長
- 道下眞弘 - UMNファーマ創業者・会長兼社長、ベンチャーキャピタリスト。医学部卒。
- 四藤慶一郎 - 元阪神タイガース社長兼オーナー代行者。経済学部卒。
- 粟井一夫 - 阪神タイガース代表取締役社長

### 法曹
- 中川了滋 - 元最高裁判所判事、元日本弁護士連合会副会長、元第一東京弁護士会会長。法文卒。
- 池田良兼 - 元名古屋高等裁判所長官、元大阪地方裁判所長。法文卒。
- 上野茂 - 元高松高等裁判所長官、元大阪地方裁判所長。法文卒。
- 林正彦 - 元山形地方裁判所所長、元東京公証人会会長。
- 本多知成 - 知的財産高等裁判所部総括判事、元札幌地方裁判所所長、元最高裁判所事務総局総務局参事官。法文卒。
- 岡田信 - 元福岡高等裁判所部総括判事、元福岡高等裁判所宮崎支部長。
- 杉原弘泰 - 元大阪高等検察庁検事長、元公安調査庁長官、元法務省保護局長。法文卒。
- 玉井英章 - 元大阪高等検察庁次席検事、元和歌山地方検察庁検事正。大学院中退。
- 北川健太郎 - 元大阪地方検察庁検事正、元最高検察庁刑事部長。法文卒。準強制性交犯[2]。
- 西村尚芳 - 高松地方検察庁検事正、元大阪地方検察庁特捜部長。法文卒。
- 太田賢二 - 弁護士、日本弁護士連合会副会長、元北海道大学特任教授。法文卒。
- 中田直人 - 弁護士、元茨城大学教授、元関東学院大学教授。法文卒。

### 学術・研究
- 医学部
- 中村信一  - 元金沢大学学長。医学部卒・医学研究科修了。
- 松島綱治  - 東京大学名誉教授、分子免疫学。医学部卒・医学研究科修了。
- 矢作直樹  - 東京大学名誉教授、元東京大学医学部附属病院救急部・集中治療部長、元東京大学大学院新領域創成科学研究科環境学専攻・工学部精密機械工学科教授、循環器病学。医学部卒。滋賀医科大学博士（医学）。
- 岡田保典 - 慶應義塾大学医学部教授、病理学、井上春成賞受賞。医学部卒・医学研究科修了。
- 岡本宏 - 東北大学監事・名誉教授、元東北大学医学部生化学教授、内分泌生化学。紫綬褒章受章。医学部卒。京都大学大学院医学研究科博士課程修了。
- 小阪憲司  - 横浜市立大学名誉教授、元横浜市立大学医学部精神医学教授、聖マリアンナ医学研究所長。医学部卒。
- 高橋祥友 - 筑波大学教授。医学部卒。精神科。医学部卒。山梨医科大学医学博士。
- 井関尚栄 - 群馬大学名誉教授、元群馬大学医学部法医学教授、元警察庁科学警察研究所長、学士院賞を二度受賞。元日本学士院会員。旧制官立金沢医科大学卒。
- 小林哲郎 - 山梨大学名誉教授、冲中記念成人病研究所所長、糖尿病学、医学部卒。東京大学医学博士。
- 三浦克之  - 滋賀医科大学医学部公衆衛生学教授、生活習慣病疫学。医学部卒。
- 高橋啓介  - 埼玉医科大学医学部教授、整形外科学。医学部卒。
- 高橋泰  - 国際医療福祉大学 医療経営管理学科学科長・大学院教授。医学部卒。東京大学大学院医学系研究科修了。
- 藤田六朗 - 元北陸大学教授。旧制官立金沢医科大学卒。

- 薬学部
- 西倉和子 - 米国ウィスター研究所教授、分子生物学。薬学部卒・薬学研究科修士課程修了。
- 清木元治 - 元東京大学医科学研究所所長。薬学部卒。大阪大学大学院薬学研究科修士課程修了。
- 渡邉正己 - 京都大学名誉教授、放射線生理学。薬学部卒・薬学研究科修了。
- 中島恵美 - 慶應義塾大学薬学部教授、薬剤学。薬学部卒。
- 寺崎哲也 - 東北大学大学院薬学研究科教授。薬学部卒。東京大学大学院薬学系研究科修了。
- 角永武夫 - 元大阪大学微生物病研究所所長。薬学部卒。大阪大学大学院薬学研究科修了。
- 大橋典男 - 静岡県立大学食品栄養科学部教授、微生物学。薬学研究科修了。
- 畑中保丸 - 富山大学副学長・教授。薬学部卒・大学院薬学研究科修士課程修了。北海道大学大学院薬学研究科博士課程修了。
- 關屋實 - 静岡薬科大学名誉教授、薬品製造化学。金沢医科大学附属薬学専門部卒。
- 宗田一 - 元日本医史学会常任理事、金沢医科大学附属薬学専門部卒。

- 理学部
- 井村久則 - 金沢大学名誉教授。金沢子ども科学財団事務局長。元日本溶媒抽出学会会長。分析化学。理学部卒。東北大学大学院理学研究科修了。
- 崎田文二 - 元ニューヨーク市立大学教授、素粒子物理学。理学部卒。ロチェスター大学大学院修了。
- 木村昌由美 - マックスプランク精神医学研究所研究グループリーダー。生理学者。理学部卒。東京医科歯科大学大学院医学研究科修了。
- 中田節也 - 東京大学名誉教授、元国際火山学及び地球内部化学協会会長、火山噴火予知連絡会副会長、火山学。理学部卒。九州大学大学院理学研究科博士課程中退。
- 丸山茂徳 - 東京工業大学大学院理工学研究科地球惑星科学専攻教授。紫綬褒章受章。大学院理学研究科修士課程修了。名古屋大学大学院理学研究科修了。
- 佐々木聡 - 東京工業大学名誉教授、元日本結晶学会会長。理学部卒。東京大学大学院理学研究科博士課程修了。
- 西岡久美子 - 慶應義塾大学経済学部教授。数学者。理学部卒。
- 竹中千里 - 名古屋大学大学院生命農学研究科教授、環境学。理学部卒・名古屋大学大学院理学研究科博士課程修了。
- 榎並正樹 - 名古屋大学名誉教授、日本鉱物科学会会長、岩石学。理学部卒。名古屋大学大学院理学研究科単位取得満期退学。
- 石浦正寛 - 名古屋大学名誉教授、生物時計学。理学部卒。大阪大学大学院理学研究科修了。
- 加藤誠  - 北海道大学名誉教授、理学部卒。北海道大学大学院理学研究科修了。
- 重田育照 - 筑波大学計算科学研究センター教授。化学者。理学部卒・大阪大学大学院修了。
- 梶原良道 - 筑波大学名誉教授、元資源地質学会会長。理学部卒。東京大学大学院数物系研究科修了。
- 横山一己 - 国立科学博物館地学研究部長、鉱物学。理学部卒、東京大学大学院理学研究科修了。
- 平賀壯太 - 元熊本大学医学部教授、分子生物学。理学部生物学科卒・大阪大学大学院理学研究科修了。
- 蓬茨霊運 - 立教大学理学部教授、天文学・宇宙物理学。理学部卒。京都大学大学院理学研究科修了。
- 井上徹 - 愛媛大学地球深部ダイナミクス研究センター地球物質物性計測部門教授。理学部卒。
- 北村晃寿 - 静岡大学大学院理学研究科教授。理学部卒・大学院自然科学研究科博士課程修了。

- 工学部
- 山崎光悦 - 金沢大学学長、国立大学協会副会長。工学部卒・工学研究科修了。
- 清水芳久 - 京都大学大学院工学研究科教授。工学部卒。テキサス大学オースティン校大学院修了。
- 中川茂樹 - 東京工業大学大学院理工学研究科教授、電子材料工学。工学部卒・大学院工学研究科修了。
- 滑川徹 - 慶應義塾大学理工学部教授、制御工学。工学部卒・大学院工学研究科修了。
- 谷順二 - 東北大学名誉教授、元東北大学流体科学研究所所長、元日本AEM学会副会長。工学部卒。東北大学大学院修了。
- 中沢正隆 - 東北大学電気通信研究所所長・教授。エルビウム添加光ファイバ増幅器の開発。紫綬褒章受章・日本学士院賞受賞。工学部卒。東京工業大学大学院修了。
- 南部健一 - 東北大学流体科学研究所名誉教授。紫綬褒章受章。工学部卒。東北大学大学院修了。
- 小池和幸 - 北海道大学名誉教授、物性物理学。工学部卒・工学研究科修了。
- ヨサファット・テトォコ・スリ・スマンティヨ- 千葉大学環境リモートセンシング研究センター教授。工学部卒、大学院工学研究科修士課程修了。
- 島倉信 - 千葉大学名誉教授、電気工学。工学部卒・名古屋大学大学院修了。
- 奥山喜久夫- 広島大学名誉教授、微粒子工学。工学部卒・工学研究科修了。
- 進村武男 - 宇都宮大学第18代学長。工学部卒・工学研究科修了。
- 宮永崇史 - 弘前大学大学院理学研究科教授、物性学。工学部卒・大阪大学大学院修了。
- 杉山弘 -  室蘭工業大学名誉教授、流体力学・高速空気力学。工学部卒・東北大学大学院修了。
- 石川憲一 - 金沢工業大学第5代学長・教授。工学部卒・工学研究科修了。
- Ferry Iskandar- バンドン工科大学教授。工学部卒、広島大学大学院修了。

- 法文学部、法学部、文学部、経済学部
- 岩崎はる子 - 文学者。カリフォルニア大学サンタバーバラ校名誉教授。ニューヨーク市立大学ブルックリン校大学院修了。
- 前みち子 - デュッセルドルフ大学東アジア研究所所長、社会学、ジェンダー論。法文学部卒、大学院修士課程修了。
- 河上正二 - 東京大学大学院法学政治学研究科教授、民法、消費者法。法文学部卒。東京大学大学院法学政治学研究科博士課程単位取得満期退学。
- 谷口一美 - 京都大学大学院人間・環境学研究科教授。文学部卒。大阪大学大学院文学研究科中退。
- 下谷政弘 - 京都大学名誉教授、福井県立大学第4代学長、元京都大学大学院経済学研究科長・経済学部長。法文学部卒。京都大学大学院経済学研究科博士課程単位取得退学。
- 木棚照一 - 早稲田大学名誉教授、国際私法学。法文学部卒。名古屋大学大学院法学研究科修士課程修了。
- 香田芳樹 - 慶應義塾大学文学部教授、ドイツ文学。広島大学大学院文学研究科博士課程修了。
- 木越治 - 上智大学文学部国文学科教授、近世国文学。法文学部卒。東京大学大学院博士課程中退。
- 池田雅則 - 元名古屋大学大学院法学研究科教授、成城大学法学部教授。法学研究科修了。北海道大学大学院中退。
- 今里悟之 - 九州大学大学院人文科学研究院准教授。京都大学大学院中退。
- 牛島万 - 京都外国語大学外国語学部准教授。国際関係史。上智大学大学院外国語学研究科国際関係論専攻博士後期課程満期退学。
- 遠城明雄 - 九州大学大学院人文科学研究院教授。人文地理学。文学部卒。九州大学大学院文学研究科修了。
- 大澤孝 - 大阪大学大学院人文学研究科教授。古代トルコ史。北海道大学大学院文学研究科修了。
- 岡田浩樹 - 神戸大学大学院国際文化学研究科教授、文化人類学。文学部卒。広島大学大学院社会科学研究科修了。総合研究大学院大学修了。
- 大塚義孝 - 京都女子大学名誉教授、臨床心理学。法文学部卒。大阪市立大学博士（学術）。
- 河原祐馬 - 岡山大学教授、国際政治学。法文学部卒。京都大学大学院法学研究科博士後期課程中途退学。
- 坂本忠久 - 東北大学大学院法学研究科教授、日本法制史。大阪大学大学院法学研究科博士課程単位取得退学。
- 櫻井徹 - 神戸大学大学院国際文科学研究科教授、法哲学。法文学部卒。一橋大学大学院法学研究科博士課程単位取得退学。
- 斉藤武 - 立命館大学名誉教授。商法。東北大学大学院法学研究科修士課程修了。
- 島田弦 - 名古屋大学大学院国際開発研究科教授、アジア法。法学部卒。名古屋大学大学院国際開発研究科博士後期課程修了。
- 砂田徹 - 北海道大学大学院文学研究科教授、古代ローマ史。文学部卒・名古屋大学大学院文学研究科単位取得退学。
- 高山倫明 - 九州大学名誉教授、日本語学。法文学部卒。九州大学大学院文学研究科博士課程満期退学。
- 多々良穣 - 東北学院榴ケ岡高等学校教諭。マヤ文明考古学者。文学部卒、文学研究科修了。
- 槻木裕 - 元金沢学院大学学長。法文学部卒。京都大学大学院文学研究科修了。
- 日比嘉高 - 名古屋大学大学院人文学研究科教授。文学部卒。筑波大学大学院文芸・言語研究科修了。
- 藤村聡 - 神戸大学経済経営研究所准教授、日本経済経営史。文学部卒。神戸大学大学院文化学研究科修了。
- 二木一夫 - 近畿大学教授。法学部卒。元毎日新聞論説委員
- 松井和彦 - 大阪大学大学院高等司法研究科教授。法学部卒。一橋大学大学院法学研究科修了。
- 尾関幸美 - 中央大学大学院法務研究科教授、三井不動産監査役、ブルボン取締役。法学部卒。一橋大学大学院法学研究科修了。
- 指宿信 - 元立命館大学大学院法学研究科教授、成城大学法学部教授。北海道大学大学院法学研究科修了。
- 品谷篤哉 - 立命館大学法学部教授、福井コンピュータホールディングス取締役。法学部卒。一橋大学大学院法学研究科中退。
- 松尾匡 - 立命館大学経済学部教授、マルクス経済学。経済学部卒。神戸大学大学院経済学研究科修了。
- 水上千之 - 広島大学名誉教授・元法学部長。法文学部卒。東北大学大学院法学研究科博士課程中退。
- 望月源 - 東京外国語大学総合国際学研究院准教授、情報工学。経済学部卒。北陸先端科学技術大学院大学大学院修了。
- 保崎則雄 - 早稲田大学大学院人間科学研究科教授、教育・メディアコミュニケーション研究。法文学部卒。オハイオ州立大学大学院修了。
- 吉岡康暢 - 国立歴史民俗博物館名誉教授、考古学。法文学部卒。
- 和田健夫 - 小樽商科大学第10代学長、経済法。法文学部卒。北海道大学大学院法学研究科博士後期課程退学。

- 教育学部
- 中澤公孝 - 東京大学大学院総合文化研究科教授、運動科学。教育学部卒。東京大学大学院教育学研究科博士課程単位取得退学。
- 田口貞善 - 京都大学名誉教授、元京都大学硬式野球部監督。教育学部卒。東京大学大学院修了。
- 作野誠一 - 早稲田大学スポーツ科学部教授、体育学。教育学部卒・教育学研究科修了。
- 宮田敬一 - 元大阪大学大学院人間科学研究科教授、臨床心理学。教育学部卒。九州大学大学院博士課程中退。
- 宮村実晴 - 名古屋大学名誉教授、運動科学。教育学部卒。東京大学大学院教育学研究科修了。
- 真田信治 - 大阪大学名誉教授。教育学部卒。東北大学大学院文学研究科修了。
- 澤田正昭 - 東北芸術工科大学文化財保存修復研究センター長。教育学部卒。東京藝術大学大学院修了。
- 勝尾金弥 - 愛知県立大学名誉教授、日本児童文学。教育学部卒。
- 北一郎 - 首都大学東京教授、運動生理学。教育学部卒・教育学研究科修了。

### 文学
- 米田憲三 - 歌人、 文学者 、教育者。教育学部卒。
- 勝尾金弥 - 児童文学者。教育学部卒。
- 清原なつの - 漫画家。薬学部卒。
- 江尻立真 - 漫画家
- 米澤穂信 - 作家。文学部卒。『折れた竜骨』で第64回日本推理作家協会賞受賞。『黒牢城』で第166回直木三十五賞を受賞。
- 日詰正文 - 作家
- 芝豪 - 作家。法文学部卒。
- 紅玉いづき - 作家。文学部卒。
- 新家靖之 - 旅行作家、随筆家。法文学部卒。
- 本田信次 - 詩人
- 門玲子 - 日本近世文学研究者
- 小滝透 - ジャーナリスト、ノンフィクション作家。法文学部中退
- 喜多昭夫 - 歌人
- 阿部完市 - 俳人
- 土屋健 - サイエンスライター。理学部卒・大学院理学研究科修了。

### 芸術・芸能
- 宇都宮千佳 - 舞踏家、環境活動家。
- 桂まん我 - 落語家。工学部卒。
- 松田章一 - 劇作家、第24回泉鏡花記念金沢市民文学賞受賞。法文学部卒。
- 岡井直道 - 演出家。法文学部卒。
- 多嶋沙弥 - ファッションモデル。経済学部卒。
- 日景修 - ジャズベース奏者。

### スポーツ
- 東勝彦 - プロバスケットボール選手（富山グラウジーズ）。教育学部卒。
- 松田保 - サッカー指導者、びわこ成蹊スポーツ大学教授、教育学部卒。
- 古章子 - 元トランポリン競技選手。シドニーオリンピック6位入賞。教育学部卒。
- 吉田香織（坂上香織） - 陸上競技選手。陸上競技100mで、11"39（日本歴代2位)。教育学部卒。大学院教育学研究科保健体育課専攻修了。
- 加藤宏子 - 元体操選手。東京オリンピック体操女子団体銅メダリスト。
- 半田玲子 - 元トランポリン競技選手。
- 衛藤晃平 - バスケットボール指導者（新潟アルビレックスBBラビッツアシスタントコーチ）、元富山グラウジーズヘッドコーチ。
- 石原孝尚 - サッカー指導者、浦和レッドダイヤモンズ・レディース監督、教育学部卒。
- 両角友佑 - 平昌五輪男子カーリング日本代表
- 遥山夕貴 - 女子競輪選手。大学院工学修士。

### マスコミ
- 池田健三郎 - 経済評論家、政策アナリスト、関西学院大学大学院経営戦略研究科客員教授、共同ピーアール総合研究所長。法学部卒。
- 出山知樹 - NHKアナウンサー
- 松宏彰 - CMディレクター、広告プランナー、映像監督
- 中田薫 - 元NHKアナウンサー、元NHK放送博物館館長
- 安田真理 - 元石川テレビ放送アナウンサー
- 八田静輔 - 元北陸放送アナウンサー
- 松村玲郎 - 北陸放送報道キャスター、元アナウンサー
- 村本秀岳 - アナウンサー
- 福島彩乃 - 北陸放送アナウンサー
- 竹村りゑ - 北陸放送アナウンサー
- 東海佳奈子 - 福井放送アナウンサー
- 小西あゆ香 - びわ湖放送アナウンサー
- 粟島佳奈子 - 北日本放送アナウンサー
- 松岡理恵 - エフエム石川アナウンサー
- 鴨野守 - 世界日報編集委員
- 山登義明 - 元NHKプロデューサー
- 嵯峨逸平 - 元北陸放送会長。旧制金沢工業専門学校卒。
- 井上沙恵 - 広島テレビ放送アナウンサー

### 技術者
- 奥村善久 - 金沢工業大学名誉教授、2013年に工学分野のノーベル賞とも呼ばれる全米技術アカデミーのチャールズ ・スターク・ドレイパー賞を日本人で初めて受賞（授賞理由：世界初の携帯電話ネットワーク、システム、標準規格に対する先駆的貢献）。旧制金沢工業専門学校（現在の金沢大学理工学域電子情報学類）卒業。
- 田中隆治 - 星薬科大学学長、サントリー顧問、元サントリー基礎研究所長（「青いバラ」の開発チームリーダー）。理学部卒。
- 唐木幸子 - オリンパス研究開発センター研究開発本部長（遺伝子解析用DNAコンピューターの開発）。薬学部卒。
- 束田進也 - 気象庁職員、緊急地震速報システム開発者。理学部卒。

### 教育者
- 金森俊朗 - 北陸学院大学教授、元小学校教諭。教育学部卒。
- 牧野隆信 - 教育者・郷土史家。北前船研究の第一人者。旧制石川県師範学校卒。

### 医師
- 萩野昇 - イタイイタイ病命名者、旧制金沢医大卒

### その他
- 全田浩 - 薬剤師、元日本病院薬剤師会会長。薬学部卒。
- 中山嘉太郎 - 冒険家、第6回植村直己冒険賞受賞。薬学部卒。
- 薗部英夫 - 障害者支援活動家。教育学部卒。
- 渡辺大樹 - 人道支援家、文学部卒。人間力大賞2010グランプリ。
- 林俊伍 - 社会起業家、理学部卒。

## 博士号取得者
- 真田弘美 - 東京大学名誉教授、石川県立看護大学学長